# Fideuram - Intesa Sanpaolo Private Banking
Fideuram - Intesa Sanpaolo Private Banking, spesso abbreviata semplicemente in Fideuram, è un istituto bancario italiano appartenente al Gruppo Intesa Sanpaolo, gestita coi principi del private banking. Ha sede legale nella città di Torino e sede amministrativa nella città di Roma. Nel marzo 2018 il patrimonio amministrato era di 213,8 miliardi di euro.

## Storia
Fid.Eur.Am., acronimo di Fiduciaria Europea e Americana, nasce nell'aprile 1968 come filiale italiana della società finanziaria americana International Overseas Services, prima rete mondiale di vendita di prodotti finanziari porta a porta creata da Bernard Cornfeld.
L'obiettivo è collocare, presso investitori privati, fondi comuni di investimento di diritto lussemburghese, a seguito dell'autorizzazione ricevuta da Banca d'Italia nel 1967, lanciando, in particolare, il prodotto Fonditalia International (il più grande fondo d'investimento operante in Italia in quel periodo), attraverso una rete di 1.200 agenti.
Tra il 1969 ed il 1970 IOS fallisce e Banca d'Italia ed il Ministero del Tesoro decidono che le attività italiane vadano salvate, in quanto i sottoscrittori di Fonditalia erano 60.000, il patrimonio del fondo era investito per il 60% in azioni italiane e rappresentava da solo circa il 2 per cento della capitalizzazione della Borsa di Milano. L'operazione di salvataggio si inverò attraverso l'IMI, che pagò 10 milioni di dollari per rilevare il 51% di Fonditalia e il 100% di Fideuram.
Con l'entrata di IMI buona parte dei promotori di Fideuram lasciarono l'azienda, ritenendo che l'intervento della mano pubblica fosse presagio di chiusura della società o foriero di iniziative commerciali meno dinamiche rispetto a quanto realizzato durante la gestione precedente; la rete passò pertanto da 1.200 a 350 venditori. La ripresa fu tuttavia rapida: nel 1986 i venditori erano saliti a 3.500 le masse gestite ammontavano a 20.000 miliardi di lire.
In una intervista a "La Repubblica" del 16 settembre 1988, l'allora amministratore delegato Giorgio Forti riferisce che in Fideuram sia stata inventata e collocata la prima obbligazione zero-coupon, esattamente tra il 1973 ed il 1974 (ci venne l'idea di proporre obbligazioni senza cedola, ma il cui valore raddoppiasse dopo un certo periodo, op. cit.). 
Nel 1992 la Fideuram S.p.A. entrò alla Borsa di Milano mediante l'incorporazione della già quotata Banca Manusardi: i relativi sportelli bancari vennero parimenti acquisiti e la ragione sociale mutò in Banca Fideuram; nel 2007 effettua il delisting.
Nel 2000 Banca Fideuram acquisì la Wargny Associés, espandendosi in Francia, e nel 2002 acquisì Sanpaolo Invest SIM, diventando la prima rete multicanale, cioè fornire un insieme di servizi innovativi come effettuare operazioni che fino a qualche anno fa potevano essere richieste solo allo sportello, ricevere informazioni relativamente a conti correnti, conti titoli etc. in Italia.
Nel 2008 Banca Fideuram inglobò la rete di promotori finanziari della Cassa di Risparmio di Firenze e nel 2010 acquistò Banca Sara. Il 31 dicembre 2014 l'istituto si posizionò al primo posto in Italia per consistenze patrimoniali, gestendo capitali per oltre 90 miliardi di euro. Si aggiudicò inoltre le edizioni 2010 e 2014 dell'Oscar di Bilancio della Federazione Relazioni Pubbliche Italiana.
Il 1º luglio 2015, con l'acquisizione dell'intero capitale sociale di Intesa Sanpaolo Private Banking, Sirefid e Intesa Sanpaolo Private Bank (Suisse), Banca Fideuram ha cambiato la propria denominazione in Fideuram - Intesa Sanpaolo Private Banking, e rinnova il logo assumendo i tipi usati dalla capogruppo. Con 187 miliardi di euro di masse amministrate, il nuovo organismo costituisce la prima banca private in Italia e la quarta dell'Eurozona. Il 17 dicembre dello stesso anno il consiglio di amministrazione ha deliberato il trasferimento della sede legale da Roma a Torino.
All'inizio del 2018 è completata l'acquisizione della Banque Morval di Ginevra, gestita dalla famiglia Zanon di Valgiurata: con un centinaio di professionisti e 3 miliardi di attivi, è integrata in Intesa Sanpaolo Private Bank Suisse di Lugano. Nel 2018 parte anche il piano di sviluppo all'estero, iniziando dal Sud America: prima tappa l'apertura di una filiale a San Paolo, in Brasile.
Il 5 ottobre 2020 Fideuram annuncia che acquisirà il 69% del gruppo bancario indipendente svizzero REYL, fondato nel 1973, conferendo in essa la già controllata svizzera Morval. Una volta portata a termine l'operazione le masse amministrate da questo accorpamento ammonteranno a circa 71 miliardi di euro (18 mld di franchi svizzeri). Il CdA confida di portare a termine l'operazione entro il primo semestre del 2021. Le masse amministrate indicate in precedenza andranno ad incrementare l'ultimo dato ufficiale (anno 2019 in riferimento al 2018) indicato nell'ordine di circa 242 miliardi totali.
Il 14 febbraio 2022 IWBank Private Investments è stata dismessa e per incorporazione integrata in Fideuram.

## Profilo

Logo utilizzato fino al 2015.

La banca si orienta verso una clientela con disponibilità finanziarie elevate e opera mediante private banker, preposti a un rapporto diretto coi clienti e le singole necessità di ciascuno. Il gruppo Intesa Sanpaolo ne possiede l'intero capitale sociale.
Inoltre l'istituto svolge la sua attività a livello internazionale in sette paesi (Italia, Francia, Svizzera, Irlanda, Regno Unito, Lussemburgo e Brasile) e si compone, oltre alla capogruppo, di undici società controllate:
- Italia 
  - Sanpaolo Invest
  - Fideuram Investimenti
  - Siref Fiduciaria
- Estero
  - Financière Fideuram (Francia)
  - Fideuram Asset Management Ireland (Irlanda)
  - Intesa Sanpaolo Private Banking (Regno Unito)
  - Fideuram Bank Luxembourg (Lussemburgo)
  - Intesa Sanpaolo Private Bank Suisse (Svizzera)
  - Intesa Sanpaolo Brazil SA (Brasile)

### Organico
L'organico di Banca Fideuram prima delle trasformazioni del 2015 era costituito da 5.044 private banker, iscritti all'albo dei promotori finanziari, e da 1.445 dipendenti. La società conta 324 uffici di consulenza presenti in tutte le regioni e 96 sportelli bancari così distribuiti:
| Capozona | Sportelli bancari |
| -------- | --- |
| Torino   | Torino Corso Stati Uniti, Torino Cairoli, Torino Re Umberto, Alba, Alessandria, Asti, Biella, Cuneo, Ivrea, Moncalieri, Novara, Verbania, Sanremo, Savona, Genova Dante, Genova Maristi, La Spezia.                |
| Milano   | Milano Erculea, Abbiategrasso, Bergamo, Brescia, Busto Arsizio, Cernusco sul Naviglio, Como, Cremona, Darfo Boario Terme, Lecco, Lodi, Mantova, Monza, Pavia, Rho, Seregno, Sesto San Giovanni, Treviglio, Varese. |
| Vicenza  | Vicenza, Belluno, Bolzano, Mestre, Padova, Pordenone, Rovigo, Treviso, Trieste, Udine, Verona, Trento. |
| Bologna  | Bologna, Cesena, Ferrara, Forlì, Modena, Parma, Piacenza, Ravenna, Reggio Emilia, Rimini. |
| Firenze  | Firenze Veneto, Firenze Santelli, Firenze Edison, Arezzo, Empoli, Lucca, Massa, Pisa, Prato, Siena, Livorno, Montecatini, Ancona, Macerata, Perugia.                                                               |
| Roma     | Roma Serafico, Roma Parioli, Roma Cicerone, Roma Gregorio VII, Cagliari, Latina, Frosinone (punto di servizio), Roma Villa Emiliani (punto di servizio), Roma Orazio (punto di servizio).                          |
| Napoli   | Napoli Direzionale, Napoli Alvino, Napoli Incoronata, Napoli Chiaia, Bari, Caserta, Catania, Foggia, Lecce, Messina, Palermo, Pescara, Salerno, Reggio Calabria, Siracusa.                                         |

## Consiglio di amministrazione
Ad agosto 2018 il consiglio di amministrazione di Fideuram - Intesa Sanpaolo Private Banking è così composto:
- Paolo Molesini, Presidente
- Paolo Maria Vittorio Grandi, Vice Presidente Vicario
- Federico Visconti, Vice Presidente
- Tommaso Corcos, Amministratore Delegato e Direttore Generale
- Giovanni Battista Bisogni, Consigliere
- Elena David, Consigliere
- Claudia De Benedetti, Consigliere
- Daniele Pietro Giudici, Consigliere
- Eliano Omar Lodesani, Consigliere
- Piero Luongo, Consigliere
- Marcello Naldini, Consigliere
- Giorgio Barba Navaretti, Consigliere
- Filippo Mammola, segretario del consiglio di amministrazione.

## Fonti
- ilsole24ore.com.
- repubblica.it
- we-wealth.com